# مارینو (شهرستان ایلیشفسکی، باشقیرستان)
مارینو (انگلیسی: Marino, Ilishevsky District, Republic of Bashkortostan) یک شهرک در شهرستان ایلیشفسکی استان باشقیرستان کشور روسیه است.